# Goethe-Medaille

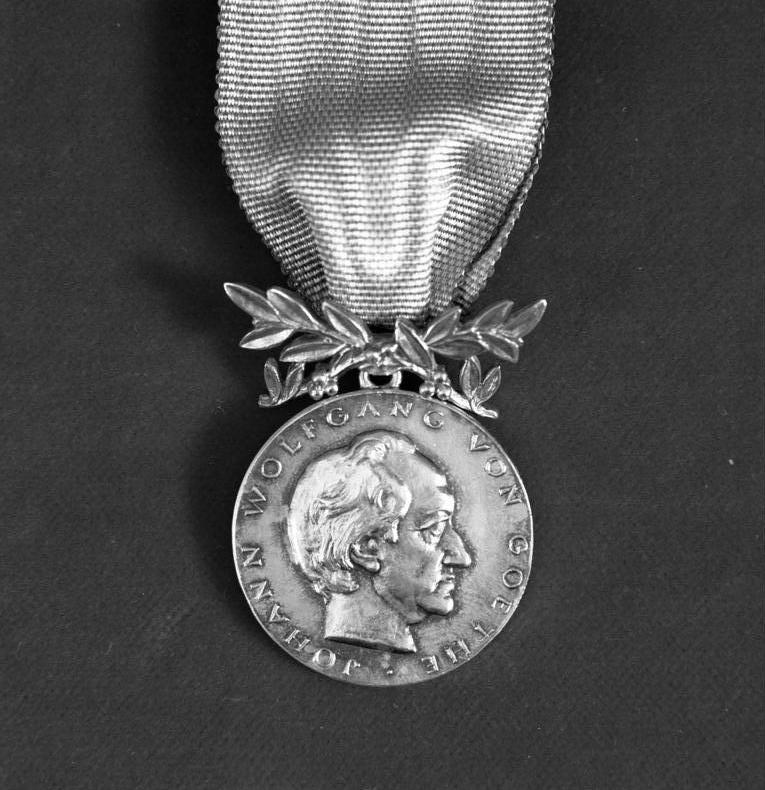
Goethe-Medaille, voorkant. Exemplaar gebruikt tot 2003

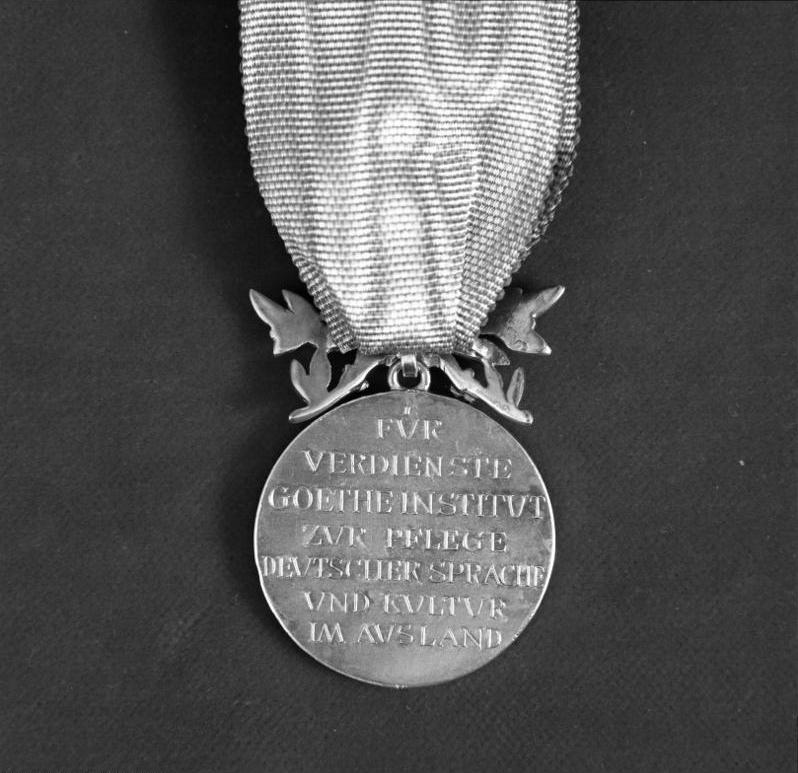
Goethe-medaille, achterzijde. Exemplaar gebruikt tot 2003

De Goethe-Medaille is een prijs die sinds 1955 jaarlijks door het Goethe-Institut wordt uitgereikt voor diensten in de zorg voor de Duitse taal in het buitenland en voor de bevordering van internationale culturele samenwerking. Sinds 1975 is de medaille door de Bondsrepubliek Duitsland ook erkend als officiële onderscheiding. Sinds 2009 vindt de uitreiking plaats op 28 augustus, de geboortedag van Johann Wolfgang von Goethe. De medaille wordt alleen in uitzonderlijke gevallen aan Duitsers toegekend.
Bekende ontvangers van de medaille zijn o.a. Ali Ahmad Sa'id, Lenka Reinerová en Herman Uyttersprot.